# 機利文街

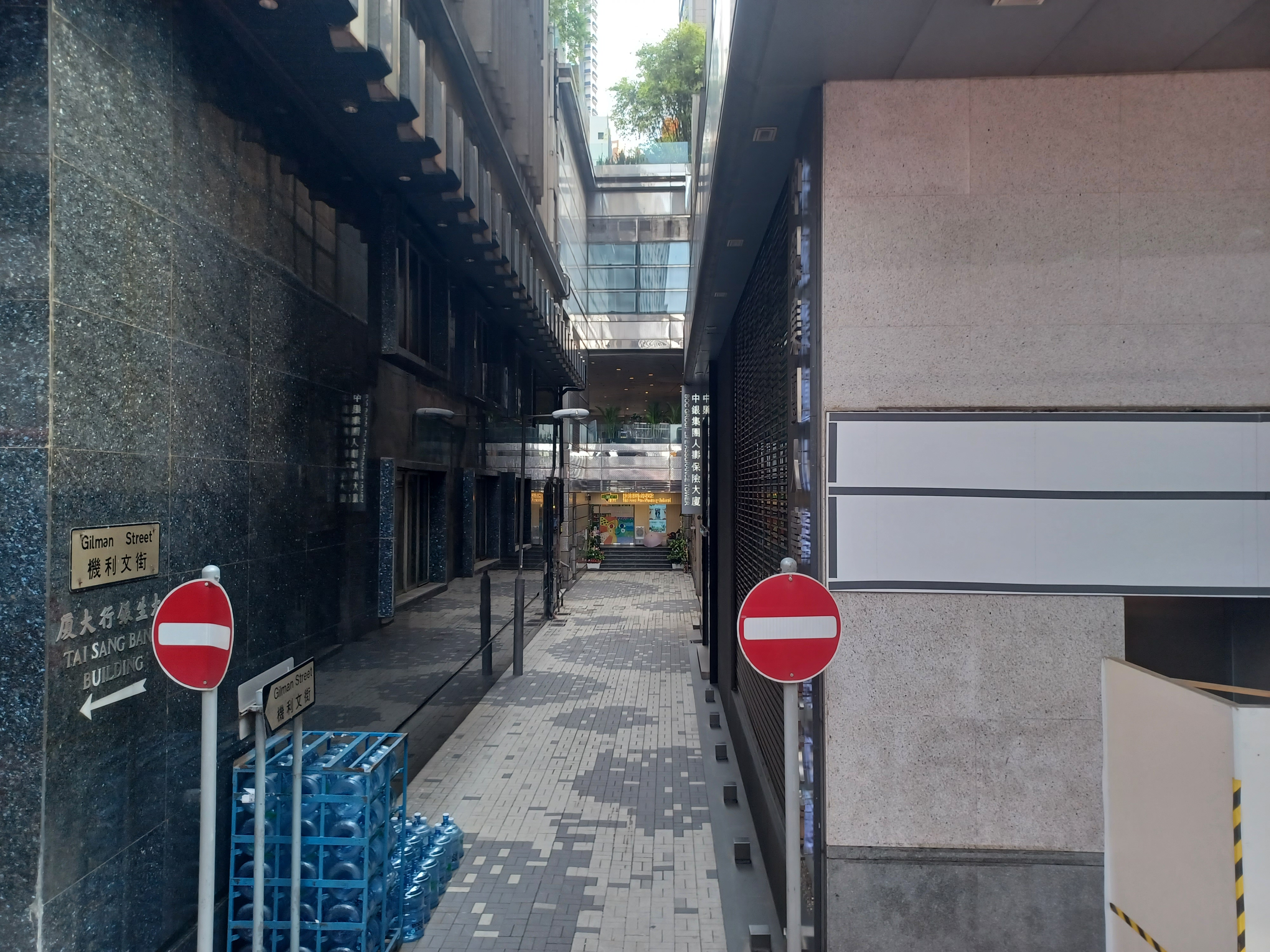
機利文街

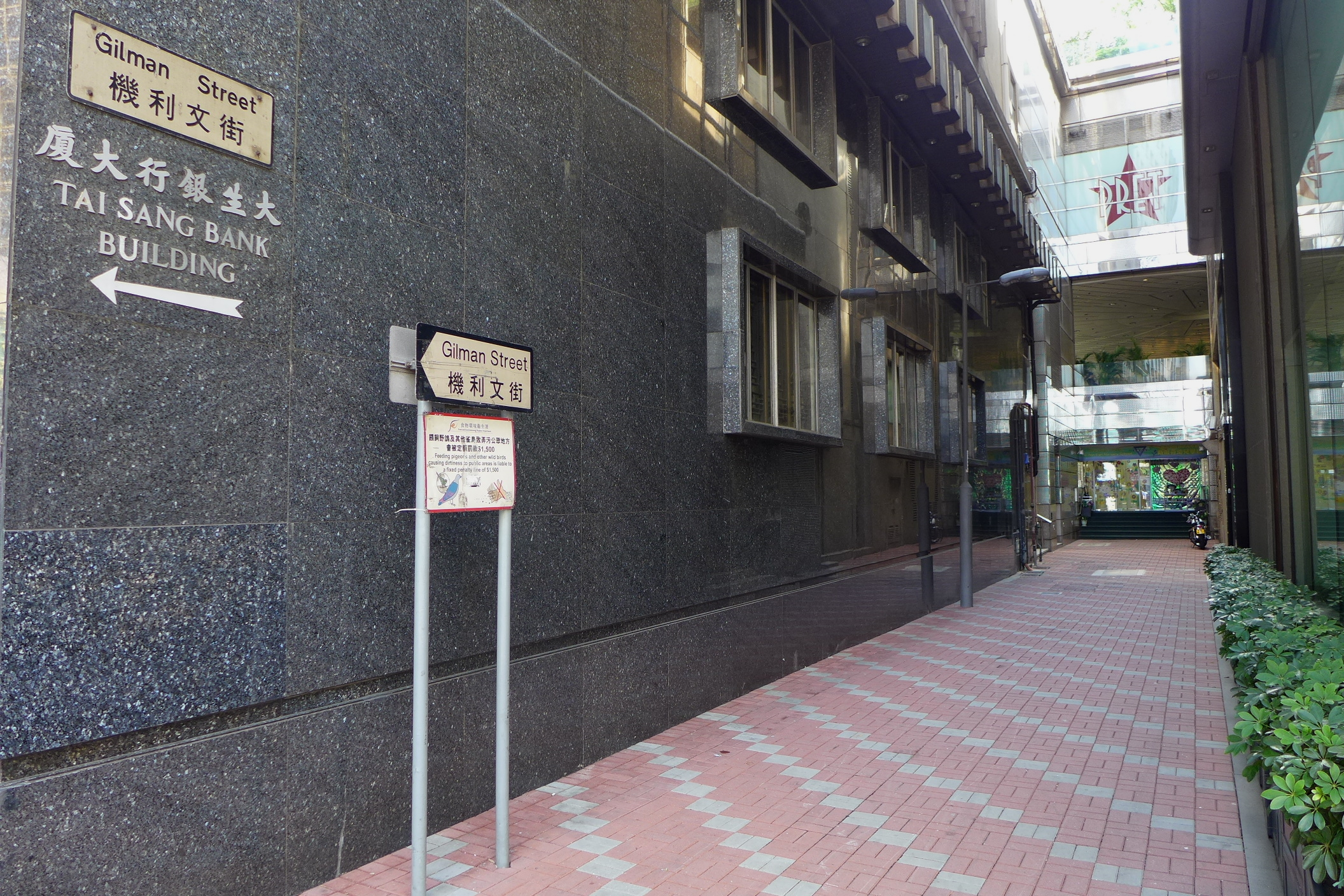
機利文街南段掘頭路

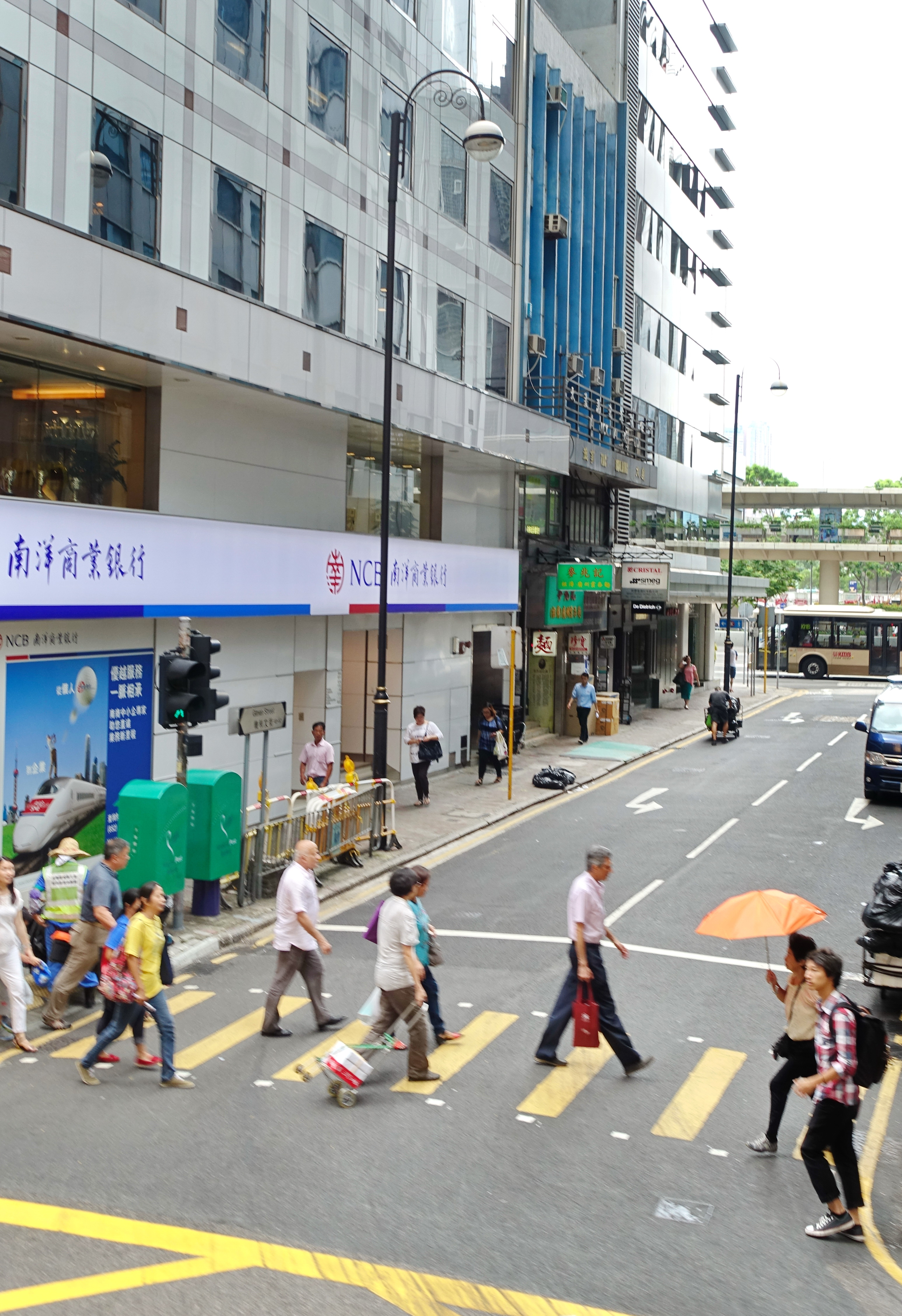
機利文街近德輔道中的一段

機利文街（英語：Gilman Street），又曾經稱為花布街，是香港島中西區的一條街道，位於中環商業中心區，附近甲級寫字樓林立，由前身為國際大廈的中保集團大廈高層北望，見干諾道中、四季酒店、海港政府大樓、港鐵中環站、中環碼頭及維多利亞港等。由機利文街中段的南洋商業銀行大廈向南望，見中環中心、德輔道中及機利文新街等。機利文街附近由於物業發展（今中環中心），交通上，現在南段成為一條死路的後巷。一同遭截短的街道還有永安街、同文街和興隆街。

## 歷史
機利文街的中文是英文譯音，舊稱機利民街。Gilman & Bowman 是香港開埠時代的洋行之一，與Gibb Livingston（現已經給英之傑合併），Jardine Matheson（怡和洋行之前身），及 Butterfield Swire（太古集團之前身），在當年歷史的香港，合稱「英資四大洋行」。機利文街可以見證Gilman & Bowman在從前曾經存在，此洋行後來成為英之傑的成員，再之後又成為利豐集團的成員。

## 另見
- 香港街道別名#已拆

## 交通

### 過海隧道巴士603S線
- 平田 → 中環（機利文街）

## 外部連結
- 「築電之旅」尋覓消失中的香港